# Malnaș
Malnaș is een Roemeense gemeente in het district Covasna.
Malnaș telt 1143 inwoners.